# Division 1 Féminine 2020-2021
La Division 1 Féminine 2020-2021, nota anche come D1 Arkema féminine 2020-2021 per ragioni di sponsorizzazione, è stata la 47ª edizione della massima divisione del campionato francese femminile di calcio. Il campionato è iniziato il 5 settembre 2020 e si è concluso il 5 giugno 2021.
Il campionato è stato vinto per la prima volta dal Paris Saint-Germain, che ha così interrotto la striscia di quattordici campionati consecutivi vinti dall'Olympique Lione.

## Stagione

### Novità
Dalla Division 1 Féminine 2019-2020 sono stati retrocessi in Division 2 Féminine l'Olympique Marsiglia e il Metz, che erano nelle ultime due posizioni in classifica al momento della sospensione dei campionati per la pandemia di COVID-19. Dalla Division 2 Féminine sono stati promossi l'Issy e il Le Havre, che erano al primo posto nei rispettivi gironi al momento della sospensione dei campionati.

### Formato
Le 12 squadre si affrontano in un girone all'italiana con partite di andata e ritorno, per un totale di 22 giornate. La squadra prima classificata è campione di Francia, mentre le ultime due classificate retrocedono in Division 2. Le prime tre classificate sono ammesse all'edizione 2021-2022 della UEFA Women's Champions League.

## Squadre partecipanti
| Club                | Stagione | Città               | Stadio                      | Stagione precedente      |
| ------------------- | -------- | ------------------- | --------------------------- | ------------------------ |
| Bordeaux            | dettagli | Bordeaux            | Stadio Robert-Monseau       | 3º posto in Division 1   |
| Digione             | dettagli | Digione             | Stadio des Poussots         | 9º posto in Division 1   |
| Fleury              | dettagli | Fleury-Mérogis      | Stadio Auguste Gentelet     | 7º posto in Division 1   |
| Guingamp            | dettagli | Guingamp            | Stadio Fred Aubert          | 6º posto in Division 1   |
| Issy                | dettagli | Issy-les-Moulineaux | Stadio Le Gallo             | 1º posto in Division 2/A |
| Le Havre            | dettagli | Le Havre            | Stadio Océane               | 1º posto in Division 2/B |
| Montpellier         | dettagli | Montpellier         | Stadio Jules Rimet          | 4º posto in Division 1   |
| Olympique Lione     | dettagli | Lione               | Groupama OL Training Center | 1º posto in Division     |
| Paris FC            | dettagli | Parigi              | Stadio Robert Bobin         | 5º posto in Division 1   |
| Paris Saint-Germain | dettagli | Parigi              | Stadio Jean Bouin           | 2º posto in Division 1   |
| Soyaux              | dettagli | Soyaux              | Stadio Léo Lagrange         | 10º posto in Division 1  |
| Stade Reims         | dettagli | Reims               | Stadio Louis Blériot        | 8º posto in Division 1   |

## Classifica finale
|  | Pos. | Squadra             | Pt | G  | V  | N | P  | GF | GS | DR  |
|  | ---- | ------------------- | -- | -- | -- | - | -- | -- | -- | --- |
|  | 1.   | Paris Saint-Germain | 62 | 22 | 20 | 2 | 0  | 83 | 4  | +79 |
|  | 2.   | Olympique Lione     | 61 | 22 | 20 | 1 | 1  | 78 | 6  | +72 |
|  | 3.   | Bordeaux            | 44 | 22 | 14 | 2 | 6  | 50 | 23 | +27 |
|  | 4.   | Paris FC            | 37 | 22 | 11 | 4 | 7  | 39 | 29 | +10 |
|  | 5.   | Guingamp            | 31 | 22 | 9  | 4 | 9  | 29 | 32 | -3  |
|  | 6.   | Stade Reims         | 30 | 22 | 9  | 3 | 10 | 34 | 42 | -8  |
|  | 7.   | Montpellier         | 30 | 22 | 9  | 3 | 10 | 27 | 35 | -8  |
|  | 8.   | Digione             | 26 | 22 | 8  | 2 | 12 | 24 | 37 | -13 |
|  | 9.   | Fleury              | 25 | 22 | 7  | 4 | 11 | 18 | 42 | -24 |
|  | 10.  | Soyaux              | 17 | 22 | 5  | 2 | 15 | 15 | 46 | -31 |
|  | 11.  | Issy                | 10 | 22 | 3  | 1 | 18 | 11 | 77 | -66 |
|  | 12.  | Le Havre            | 8  | 22 | 2  | 2 | 18 | 14 | 49 | -35 |

Legenda:
      Campione di Francia e ammessa alla UEFA Women's Champions League 2021-2022.
      Ammessa alla UEFA Women's Champions League 2021-2022.
      Retrocessa in Division 2.
Note:
Tre punti a vittoria, uno a pareggio, zero a sconfitta.
L'Issy è stato successivamente riammesso in Division 1 Féminine.

## Risultati

### Tabellone
|                 | Bor  | Dig  | Fle  | Gui  | Iss  | LeH  | Mon  | OLi  | PFC  | PSG  | Soy  | StR  |
| --------------- | ---- | ---- | ---- | ---- | ---- | ---- | ---- | ---- | ---- | ---- | ---- | ---- |
| Bordeaux        | –––– | 5-1  | 6-1  | 1-0  | 1-0  | 6-0  | 2-0  | 0-1  | 2-3  | 0-0  | 2-1  | 7-1  |
| Digione         | 0-2  | –––– | 3-1  | 2-1  | 3-1  | 2-1  | 1-0  | 0-3  | 0-1  | 0-3  | 3-2  | 0-0  |
| Fleury          | 1-2  | 2-0  | –––– | 0-2  | 3-1  | 1-0  | 0-0  | 0-3  | 1-1  | 0-5  | 0-0  | 1-2  |
| Guingamp        | 4-2  | 1-2  | 0-1  | –––– | 2-0  | 2-1  | 4-1  | 0-5  | 1-1  | 0-5  | 3-0  | 0-0  |
| Issy            | 3-1  | 1-0  | 0-1  | 1-6  | –––– | 0-4  | 0-3  | 0-4  | 0-4  | 0-14 | 0-1  | 1-2  |
| Le Havre        | 0-2  | 0-2  | 1-3  | 0-1  | 0-0  | –––– | 1-4  | 1-3  | 1-0  | 0-2  | 0-1  | 0-1  |
| Montpellier     | 0-1  | 1-1  | 0-0  | 2-0  | 3-1  | 3-1  | –––– | 0-5  | 2-1  | 0-3  | 2-1  | 0-4  |
| Olympique Lione | 2-1  | 2-0  | 8-0  | 4-0  | 9-0  | 5-1  | 2-1  | –––– | 4-0  | 0-0  | 5-1  | 3-0  |
| Paris FC        | 0-1  | 3-2  | 2-0  | 0-0  | 5-0  | 1-1  | 2-0  | 0-5  | –––– | 2-3  | 2-0  | 3-1  |
| Paris SG        | 1-0  | 2-0  | 4-0  | 4-1  | 4-0  | 5-0  | 4-0  | 1-0  | 4-1  | –––– | 7-0  | 4-0  |
| Soyaux          | 0-2  | 2-1  | 1-0  | 0-0  | 0-1  | 3-0  | 1-4  | 0-2  | 0-3  | 0-3  | –––– | 1-2  |
| Stade Reims     | 4-4  | 2-1  | 1-2  | 0-1  | 7-1  | 2-1  | 0-1  | 0-3  | 1-4  | 0-4  | 4-0  | –––– |

## Statistiche

### Classifica marcatrici
Fonte: sito footofeminin.fr.
| Gol |  |  | Giocatore               | Squadra             |
| --- |  |  | ----------------------- | ------------------- |
| 22  |  |  | Khadija Shaw            | Bordeaux            |
| 21  |  |  | Marie-Antoinette Katoto | Paris Saint-Germain |
| 13  |  |  | Kadidiatou Diani        | Paris Saint-Germain |
| 13  |  |  | Clara Matéo             | Paris FC            |
| 13  |  |  | Nikita Parris           | Olympique Lione     |
| 11  |  |  | Faustine Robert         | Guingamp            |
| 11  |  |  | Evelyne Viens           | Paris FC            |
| 10  |  |  | Mélissa Gomes           | Stade Reims         |
| 10  |  |  | Amel Majri              | Olympique Lione     |
| 10  |  |  | Nadia Nadim             | Paris Saint-Germain |
| 10  |  |  | Wendie Renard           | Olympique Lione     |
| 9   |  |  | Katja Snoeijs           | Bordeaux            |
| 8   |  |  | Sandy Baltimore         | Paris Saint-Germain |
| 8   |  |  | Melissa Herrera         | Stade Reims         |
| 7   |  |  | Signe Bruun             | Paris Saint-Germain |
| 7   |  |  | Sh'nia Gordon           | Digione             |
| 7   |  |  | Eugénie Le Sommer       | Olympique Lione     |